# Isn't It a Pity
«Isn't It a Pity» -español: «no es una lastima» una canción del músico británico George Harrison, publicada en el álbum de 1970 All Things Must Pass. El álbum incluye dos versiones: una principal, publicada junto a la canción «My Sweet Lord» como doble cara A, de siete minutos de duración, y una segunda versión publicada en el segundo disco de All Things Must Pass como reprise editado de 4:45 minutos. 
Harrison compuso la canción en 1966, y a pesar de la popularidad y del éxito que obtuvo tras su publicación, fue rechazada para su inclusión en trabajos de The Beatles. 
La canción es una balada descrita como la pieza central tanto emocional como musical de All Things Must Pass" y como una «profunda reflexión sobre el fin de The Beatles». Aunque en Estados Unidos sirvió para acompañar a la canción «My Sweet Lord» en un sencillo con doble cara A, en Canadá alcanzó el primer puesto en las listas de éxitos elaboradas por RPM como canción principal del sencillo. La canción fue versionada por un alto número de músicos como Nina Simone, Matt Monro, The Three Degrees, Cowboy Junkies, Galaxie 500, Television Personalities, Paul Young, Elliott Smith, Pedro Aznar, Roberta Flack y Local H.

## Personal
- George Harrison: voz, guitarra acústica, guitarra slide y coros.
- Eric Clapton: guitarra eléctrica y coros.
- Tony Ashton: piano
- Gary Wright: piano
- Maurice Gibb: piano
- Billy Preston: órgano
- Pete Ham: guitarra acústica
- Tom Evans: guitarra acústica
- Joey Molland: guitarra acústica
- Klaus Voormann: bajo
- Ringo Starr: batería
- Mike Gibbins: aro de sonajas
- John Barham: arreglos
- Sin acreditar: maracas